# Давид Обри
Давид Обри (фр. David Aubry; Сен Жермен ан Ле, 8. новембар 1996) француски је пливач чија специјалност су маратонске трке на отвореним водама. 

## Спортска каријера
Обри је пливачку каријеру започео пливајући маратонске трке на отвореним водама још као јуниор. Након успешне јуниорске каријере дебитовао је на сениорским такмичеима у Казању 2015, на светском првенству, где се такмичио у појединачној маратонској трци на 5 километара (17), те у екипној трци (11. место). Две године касније, на светском првенству у Будимпешти 2017. заузео је високо шесто место у трци на 10 километара. 
Прву медаљу у сениорској каријери освојио је на Европском првенству у Глазгову 2018, пошто је у екипној трци на 5 километара француски тим у саставу Обри, Лара Гранжон, Лиса Пу и Марк Антоан Оливије заузео треће место. На светском првенству у малим базенима у Хангџоуу 2018. заузео је четврто место у финалу трке на 1500 слободно, заоставши нешто више од 4 секунде иза трећепласираног Хенрика Кристијансена. 
Прву медаљу на светским првенствима у великим базенима освојио је у корејском Квангџуу 2019, где је заузео треће место у финалу трке на 800 слободно, испливавши у финалу и нови национални рекорд у времену 7:42,08 минута, док је трку на 1500 слободно завршио на четвртом месту. У трци на 10 км заузео је шесто место.  
На европском првенству у малим базенима у Глазгову 2019, освојио је бронзану медаљу у трци на 1500 метара слободним стилом. 